# Rasbora
Rasbora är ett släkte av fiskar. Rasbora ingår i familjen karpfiskar.

## Dottertaxa tillRasbora, i alfabetisk ordning[1]
- Rasbora amplistriga
- Rasbora api
- Rasbora aprotaenia
- Rasbora argyrotaenia
- Rasbora armitagei
- Rasbora atridorsalis
- Rasbora aurotaenia
- Rasbora baliensis
- Rasbora bankanensis
- Rasbora beauforti
- Rasbora borapetensis
- Rasbora borneensis
- Rasbora bunguranensis
- Rasbora caudimaculata
- Rasbora caverii
- Rasbora cephalotaenia
- Rasbora chrysotaenia
- Rasbora daniconius
- Rasbora dies
- Rasbora dorsinotata
- Rasbora dusonensis
- Rasbora einthovenii
- Rasbora elegans
- Rasbora ennealepis
- Rasbora everetti
- Rasbora gerlachi
- Rasbora hobelmani
- Rasbora hosii
- Rasbora hubbsi
- Rasbora jacobsoni
- Rasbora johannae
- Rasbora kalbarensis
- Rasbora kalochroma
- Rasbora kluetensis
- Rasbora kobonensis
- Rasbora kottelati
- Rasbora labiosa
- Rasbora lacrimula
- Rasbora lateristriata
- Rasbora laticlavia
- Rasbora leptosoma
- Rasbora macrophthalma
- Rasbora meinkeni
- Rasbora naggsi
- Rasbora nematotaenia
- Rasbora nodulosa
- Rasbora notura
- Rasbora ornata
- Rasbora patrickyapi
- Rasbora paucisqualis
- Rasbora paviana
- Rasbora philippina
- Rasbora rasbora
- Rasbora reticulata
- Rasbora rubrodorsalis
- Rasbora rutteni
- Rasbora sarawakensis
- Rasbora semilineata
- Rasbora septentrionalis
- Rasbora spilotaenia
- Rasbora steineri
- Rasbora subtilis
- Rasbora sumatrana
- Rasbora tawarensis
- Rasbora taytayensis
- Rasbora tobana
- Rasbora tornieri
- Rasbora trifasciata
- Rasbora trilineata
- Rasbora truncata
- Rasbora tubbi
- Rasbora tuberculata
- Rasbora wilpita
- Rasbora volzii
- Rasbora vulcanus
- Rasbora vulgaris